# Anser
Anser (i. e. 1. század) római költő.
Marcus Antonius különösen kedvelte, s egy vidéki birtokkal ajándékozta meg. Költeményeiben leginkább pártfogóját, Antoniust dicsőítette, továbbá szerelmi dalokat írt. Ránk csak töredékei maradtak.